# Episodi de I Simpson (quarta stagione)
La quarta stagione de I Simpson (serie di produzione 9F) è andata in onda negli Stati Uniti dal 24 settembre 1992 al 13 maggio 1993.
La stagione comprende due episodi della serie di produzione 8F, relativa alla precedente stagione.
In Italia undici episodi sono stati trasmessi fra l'aprile e il giugno del 1994 su Canale 5, mentre altri nove sono andati in onda fra l'ottobre e il novembre dello stesso anno, sempre su Canale 5. L'episodio Un tram chiamato Marge è stato trasmesso il 13 febbraio, assieme alla terza stagione; Grattachecca e Fichetto: il film è invece andato in onda su Italia 1 per la prima volta il 22 ottobre 1997.
Dal 2 agosto 2004 è in vendita il cofanetto della quarta stagione completa. 
| N° USA | Codice di produzione | N° Italia | Titolo italiano                                   | Titolo originale                              | Prima TV USA      | Prima TV Italia  |
| ------ | -------------------- | --------- | ------------------------------------------------- | --------------------------------------------- | ----------------- | ---------------- |
| 1      | 8F24                 | 2         | Kampeggio Krusty                                  | Kamp Krusty                                   | 24 settembre 1992 | 3 aprile 1994    |
| 2      | 8F18                 | 1         | Un tram chiamato Marge                            | A Streetcar Named Marge                       | 1 ottobre 1992    | 13 febbraio 1994 |
| 3      | 9F01                 | 3         | Homer l'eretico                                   | Homer the eretic                              | 8 ottobre 1992    | 10 aprile 1994   |
| 4      | 9F02                 | 4         | Lisa la reginetta di bellezza                     | Lisa the Beauty Queen                         | 15 ottobre 1992   | 17 aprile 1994   |
| 5      | 9F04                 | 5         | La paura fa novanta III                           | Treehouse of Horror III: A Simpsons Halloween | 29 ottobre 1992   | 1 maggio 1994    |
| 6      | 9F03                 | 22        | Grattachecca e Fichetto: il film                  | Itchy & Scratchy: The Movie                   | 3 novembre 1992   | 22 ottobre 1997  |
| 7      | 9F05                 | 6         | Marge trova lavoro                                | Marge Gets a Job                              | 5 novembre 1992   | 8 maggio 1994    |
| 8      | 9F06                 | 7         | La nuova ragazza del quartiere                    | New kid on the block                          | 12 novembre 1992  | 15 maggio 1994   |
| 9      | 9F07                 | 8         | Mr. Spazzaneve                                    | Mr. Plow                                      | 19 novembre 1992  | 22 maggio 1994   |
| 10     | 9F08                 | 9         | La prima parola di Lisa                           | Lisa's First Word                             | 3 dicembre 1992   | 29 maggio 1994   |
| 11     | 9F09                 | 10        | Il triplice bypass di Homer                       | Homer's Triple Bypass                         | 17 dicembre 1992  | 5 giugno 1994    |
| 12     | 9F10                 | 11        | Marge contro la monorotaia                        | Marge vs. the Monorail                        | 14 gennaio 1993   | 12 giugno 1994   |
| 13     | 9F11                 | 12        | La scelta di Selma                                | Selma's Choice                                | 21 gennaio 1993   | 19 giugno 1994   |
| 14     | 9F12                 | 13        | Fratello dello stesso pianeta                     | Brother from the Same Planet                  | 4 febbraio 1993   | 2 ottobre 1994   |
| 15     | 9F13                 | 14        | Io amo Lisa                                       | I Love Lisa                                   | 11 febbraio 1993  | 9 ottobre 1994   |
| 16     | 9F14                 | 15        | Niente birra per Homer                            | Duffless                                      | 18 febbraio 1993  | 16 ottobre 1994  |
| 17     | 9F15                 | 16        | Occhio per occhio, dente per dente                | Last Exit to Springfield                      | 11 marzo 1993     | 23 ottobre 1994  |
| 18     | 9F17                 | 18        | Siamo arrivati a questo: un clip show dei Simpson | So It's Come to This: A Simpsons Clip Show    | 1 aprile 1993     | 6 novembre 1994  |
| 19     | 9F16                 | 17        | La facciata                                       | The Front                                     | 15 aprile 1993    | 30 ottobre 1994  |
| 20     | 9F18                 | 19        | La festa delle mazzate                            | Whacking Day                                  | 29 aprile 1993    | 13 novembre 1994 |
| 21     | 9F20                 | 21        | Marge in catene                                   | Marge in Chains                               | 6 maggio 1993     | 27 novembre 1994 |
| 22     | 9F19                 | 20        | Krusty viene cacciato                             | Krusty Gets Kancelled                         | 13 maggio 1993    | 20 novembre 1994 |

## Kampeggio Krusty
- Sceneggiatura: David M. Stern
- Regia: Mark Kirkland
- Messa in onda originale: 24 settembre 1992
- Messa in onda italiana: 3 aprile 1994

Come premio per i loro risultati scolastici Bart (che in realtà ha truccato la pagella) e Lisa ottengono il permesso di trascorrere le vacanze estive al Kampeggio Krusty. Una volta arrivati al campeggio scoprono però che questo è molto diverso da come se l'erano immaginati: i bambini sono costretti a lavorare e i supervisori sono i bulli Secco, Spada e Patata.
Bart esasperato guiderà una rivolta dei ragazzi.
- Guest star: Gene Merlino (voce del cantante di South of the Border, non accreditato)
- Frase alla lavagna: Questa punizione non è noiosa ed inutile
- Gag del divano: i Simpson trovano seduta sul divano la famiglia Flintstones.
- Curiosità: durante un collegamento televisivo di Kent Brockman si intravede una testa di maiale impalata, rimando al romanzo di William Golding Il signore delle mosche.

## Un tram chiamato Marge
- Sceneggiatura: Jeff Martin
- Regia: Rich Moore
- Messa in onda originale: 1º ottobre 1992
- Messa in onda italiana: 13 febbraio 1994

Marge annoiata dalla sua vita decide di trovarsi un hobby e si dedica alla recitazione assieme a Ned Flanders.
Dovranno portare in scena una versione musicale di Un tram che si chiama Desiderio. Nel frattempo Maggie all'asilo guida una rivolta dei bambini per recuperare i ciucci che erano stati sequestrati dagli insegnanti.
- Guest star: Jon Lovitz (voce di Llewelyn Sinclair e di sua sorella), Lona Williams (voce di Debra Jo Smallwood),
- Frase alla lavagna: Il mio nome non è Dottor Morte
- Gag del divano: il divano si trasforma in un mostro e divora i Simpson.
- Note: il modo in cui Maggie gioca con la pallina nel box è un riferimento al film La grande fuga. La scena in cui Homer entra nell'asilo è invece una parodia della sequenza finale de Gli uccelli (e alla fine della scena appare anche il regista, Alfred Hitchcock). Nel doppiaggio italiano, in alcuni frammenti, Marge è doppiata da Susanna Javicoli.

## Homer l'eretico
- Sceneggiatura: George Meyer
- Regia: Jim Reardon
- Messa in onda originale: 8 ottobre 1992
- Messa in onda italiana: 10 aprile 1994

Dopo aver passato la "miglior domenica della sua vita" rimanendo a casa anziché andare in chiesa, Homer decide di fondare una propria religione che permetta di restare in casa la domenica mattina. Marge è preoccupata per la salvezza dell'anima di Homer e decide di chiedere aiuto a Lovejoy e a Ned Flanders per riportare la fede in suo marito, ma gli sforzi sono vani.
Homer riacquisterà la fede solo dopo aver rischiato la vita in un incendio.
- Guest star: assente
- Frase alla lavagna: Non diffamerò New Orleans (la frase fa riferimento a una canzone sulla città apparsa nel precedente episodio)
- Gag del divano: il divano ruota su se stesso scomparendo dietro il muro e facendo apparire una copia esatta dello stesso divano ma senza i Simpson.

## Lisa la reginetta di bellezza
- Sceneggiatura: Jeff Martin
- Regia: Matt Kirkland
- Messa in onda originale: 15 ottobre 1992
- Messa in onda italiana: 17 aprile 1994

Lisa pensa di essere brutta dopo aver visto una sua caricatura; per risollevarla, Homer la iscrive a un concorso di bellezza. Inizialmente Lisa ha dei dubbi, ma poi decide di impegnarsi a fondo e grazie al supporto della sua famiglia riesce ad arrivare seconda. La vincitrice viene però colpita da un fulmine e toccherà a Lisa prenderne il posto nelle occasioni ufficiali, come ad esempio essere la testimonial di una marca di sigaretta, ma Lisa non ci sta e decide di usare la sua fama per fare del bene, ma paradossalmente si crea dei nemici, tra cui il sindaco Quimby.
- Guest star: Bob Hope (voce di se stesso), Lona Williams (voce di Amber Dempsey)
- Frase alla lavagna: Non prescriverò medicinali
- Gag del divano: i Simpson entrano di corsa e trovano Maggie già seduta, allora escono dalla pellicola e rientrano nel fotogramma sul divano.

## La paura fa novanta III
- Sceneggiatura: Al Jean, Mike Reiss, Johnny Kogen, Wally Wolodarsky, Sam Simon, Jack Vitti
- Regia: Carlos Baeza
- Messa in onda originale: 29 ottobre 1992
- Messa in onda italiana: 1º maggio 1994

In casa Simpson, in cui si tiene una festa di Halloween, i vari invitati sono tenuti a raccontare le storie più paurose che conoscono e tre di esse diventeranno i segmenti dell'episodio.
- Clown senza pietà (Clown Without Pity)
Homer non sa cosa comperare per il compleanno di Bart, ma trova un misterioso negozietto cinese che vende strani articoli e qui compra una bambola parlante di Krusty. Bart è contento, ma il pupazzo si rivela indemoniato e tenta in ogni modo di uccidere Homer.
- King Homer (King Homer)
Burns ingaggia la signorina Marge Bouvier per catturare una scimmia gigante che ha le fattezze di Homer. Giunti a New York, Burns realizza uno spettacolo in cui viene presentato King Homer, "l'ottava meraviglia del mondo". I fotografi con i loro flash fanno impazzire Homer, che si libera, prende in ostaggio Marge e si mette a scappare per la città.
- Digitate "Z" per zombi (Dial "Z" for Zombie)
Mentre cerca di resuscitare il proprio gatto, Bart resuscita per errore i morti del cimitero di Springfield che si trasformano in zombi. Presto anche buona parte degli abitanti della città vengono zombificati e si mettono a caccia di cervelli, sinché solo la famiglia Simpson rimane a fronteggiarli.
- Guest star: assente
- Frase alla lavagna: assente
- Gag del divano: entrano in scena gli scheletri dei Simpson che si siedono sul divano.

## Grattachecca e Fichetto: il film
- Sceneggiatura: John Swartzwelder
- Regia: Rich Moore
- Messa in onda originale: 3 novembre 1992
- Messa in onda italiana: 22 ottobre 1997

I maestri convocano Homer e Marge per una riunione. Mentre per Lisa va tutto bene, il giudizio su Bart è talmente negativo che Caprapall costringe Marge a scrivere più volte la stessa frase alla lavagna, indicando anche alcune delle sue più recenti marachelle, come sostituire le sue pillole anticoncezionali con mentine Tic tac, sintetizzare un lassativo da carote e piselli, attaccare dei fuochi d'artificio nei pantaloni di un ragazzino e portare a scuola una bambolina di Krusty con dentro un coltello a serramanico. La maestra spiega poi ai signori Simpson che se interverranno subito Bart potrebbe diventare primo giudice della Corte suprema, in caso contrario uno spogliarellista. Homer e Marge decidono così di usare il pugno di ferro col figlio, ripromettendosi di punirlo ogni qual volta commetta qualcosa di sbagliato. Lisa intanto comunica che Grattachecca e Fichetto avranno un loro film e Bart ha già acquistato il biglietto per vederlo. Quando Homer incarica Bart di accudire Maggie, il ragazzo non lo fa e la neonata si mette alla guida dell'auto del padre, che l'aveva lasciata aperta, causando incidenti e l'evasione di alcuni detenuti dalla prigione di Springfield. Homer decide così di punire il figlio stracciandogli il biglietto e proibendogli di vedere il film. Il film ottiene un successo strepitoso: la TV e i compagni di scuola non parlano d'altro, lasciando così Bart come un emarginato. Passano due mesi, e mentre Marge e Lisa pensano che Bart sia stato punito abbastanza, lui tenta di andare a vedere il film di nascosto, ma senza riuscirci, dato che Homer ha fatto proibire ai cinema di farlo entrare. Otto mesi dopo la sua prima messa in onda, la pellicola viene tolta dalla programmazione, costringendo Bart a rassegnarsi. In una scena ambientata 40 anni dopo, Bart è divenuto primo giudice della Corte suprema. Mentre lui e un ormai anziano Homer passano davanti a un cinema in cui viene proiettato il film di Grattachecca e Fichetto, decidono di entrare a vederlo, in quanto Homer si convince che il figlio abbia ormai imparato la lezione.
- Guest star: assente
- Frase alla lavagna: Non seppellirò il nuovo alunno
- Gag del divano: il divano si sgonfia.

## Marge trova lavoro
- Sceneggiatura: Bill Oakley e Josh Weinstein
- Regia: Jeffrey Lynch
- Messa in onda originale: 5 novembre 1992
- Messa in onda italiana: 8 maggio 1994

Per trovare i soldi necessari alla riparazione della casa Marge trova lavoro alla centrale nucleare. Burns si innamorerà di lei e cercherà in ogni modo di sedurla.
Nel frattempo Bart cerca di evitare un compito fingendo di sentirsi male, ma le sue bugie si ritorceranno contro di lui.
- Guest star: Tom Jones (voce di se stesso)
- Frase alla lavagna: Non insegnerò agli altri come volare
- Gag del divano: i Simpson si siedono, ma hanno le teste scambiate tra loro.

## La nuova ragazza del quartiere
- Sceneggiatura: Conan O'Brien
- Regia: Wesley Archer
- Messa in onda originale: 12 novembre 1992
- Messa in onda italiana: 15 maggio 1994

Bart si innamora della nuova babysitter Laura Powers, la figlia della nuova vicina Ruth Powers. Laura però è innamorata di Secco, uno dei bulli della scuola elementare. 
Bart non si perde d'animo ed elabora un piano (con successo) per dimostrare a Laura che Secco è un vigliacco. Nel frattempo Homer fa causa al capitano Mcallister che lo ha cacciato dal suo ristorante prima che terminasse la cena, nonostante la pubblicità del suo locale promettesse a tutti i clienti di "poter mangiare tutto a volontà". Il processo arriverà con una soluzione che soddisferà entrambi: il capitano ingaggerà Homer come attrazione per il suo ristorante presentandolo come un fenomeno da baraccone senza fondo, in cambio potrà mangiare tutto il pesce che vuole a sazietà.
- Guest star: Sara Gilbert (voce di Laura Powers), Pamela Reed (voce di Ruth Powers), Maura Cenciarelli (voce di Laura Powers nella versione italiana)
- Frase alla lavagna: Non porterò pecore in classe
- Gag del divano: il divano sfonda il pavimento e cade di sotto.

## Mr. Spazzaneve
- Sceneggiatura: Jon Vitti
- Regia: Jim Reardon
- Messa in onda originale: 19 novembre 1992
- Messa in onda italiana: 22 maggio 1994

Homer distrugge entrambe le macchine e per sostituirle decide di comprare uno spazzaneve. Per pagare i debiti comincia a sgomberare le strade e in breve diventa popolare a Springfield con il nome di Mr. Spazzaneve. Purtroppo il suo amico Barney inizia a fargli concorrenza, spesso slealmente, e gli affari iniziano a peggiorare. A un certo punto Barney rimane intrappolato sotto una valanga. Homer scopre ciò e va a salvarlo con il suo spazzaneve. Quando i due decidono di lavorare insieme, Homer sostiene che neppure Dio possa fermarli. Dio però manda un'ondata di caldo, che provoca lo scioglimento della neve, e lo spazzaneve di Homer viene sequestrato.
- Guest star: Linda Ronstadt (voce di se stessa), Adam West (voce di se stesso)
- Frase alla lavagna: Un rutto non è una risposta
- Gag del divano: al posto del divano c'è una sedia. Homer e Marge vi si siedono sopra e i ragazzi si siedono in braccio a loro.

## La prima parola di Lisa
- Sceneggiatura: Jeff Martin
- Regia: Matt Kirkland
- Messa in onda originale: 3 dicembre 1992
- Messa in onda italiana: 29 maggio 1994

Mentre Marge tenta di insegnare a parlare a Maggie, si ritrova a rievocare con il resto della famiglia la nascita di Bart e Lisa e le loro prime parole. L'episodio è ambientato nel 1983, con la famiglia Simpson che si trasferisce nella casa attuale. Nell'episodio viene mostrata la gelosia che Bart aveva nei confronti di Lisa e i numerosi scherzi che le faceva, come rasarle i capelli a zero, cercare di imbucarla in una cassetta postale e lasciarla davanti alla casa dei Flanders. Era talmente infuriato che aveva deciso di andarsene di casa, quando a un tratto Lisa aveva pronunciato la sua prima parola: "Bart", provocando commozione nel cuore del fratello, che le insegnò anche a dire "mamma". Alla fine della puntata, mentre Bart e Lisa bisticciano perché Lisa non crede che la sua prima parola sia stata "Bart", Maggie viene messa a letto da Homer, che spera che non dica mai una parola perché pensa che i bambini prima parlano e prima rispondono male e, prima che si addormenti, dice la sua prima parola: "papà".
- Guest star: Elizabeth Taylor (voce di Maggie)
- Frase alla lavagna: La maestra non è una lebbrosa
- Gag del divano: i Simpson anziché sedersi sul divano iniziano a ballare venendo raggiunti da ballerine, animali da circo, trapezisti, giocolieri, mangiatori di fuoco, illusionisti. La scena si sposta poi dal salotto a un palco da teatro, mentre in sottofondo la sigla viene sostituita da una musica da circo.

## Il triplice bypass di Homer
- Sceneggiatura: Gary Apple e Michael Carrington
- Regia: David Silverman
- Messa in onda originale: 17 dicembre 1992
- Messa in onda italiana: 5 giugno 1994

A seguito di un infarto Homer ha bisogno di un intervento di bypass, ma deve scegliere fra i servizi professionali di Hibbert e quelli economici del dottor Nick Riviera. 
Alla fine la scelta ricadrà sul più economico dott. Riviera, che grazie all'aiuto di Lisa riuscirà a portare a termine l'operazione con successo.
- Guest star: assente
- Frase alla lavagna: Il caffè non è per i bambini
- Gag del divano: i Simpson entrano in scena in versione rimpicciolita e scalano il divano.

## Marge contro la monorotaia
- Sceneggiatura: Conan O'Brien
- Regia: Rich Moore
- Messa in onda originale: 14 gennaio 1993
- Messa in onda italiana: 12 giugno 1994

Burns viene condannato a pagare 3000000 $ alla città per aver depositato rifiuti tossici a Springfield.
Viene indetta un'assemblea cittadina, dove Marge propone di utilizzarli per riparare la strada principale della città; la sua proposta viene accolta, finché un imbroglione di nome Lyle Lanley arriva all'assemblea proponendo di costruire una monorotaia e tutti accettano, accantonando la proposta di Marge. In breve tempo viene costruita la monorotaia e Homer viene scelto come primo conducente. Marge è l'unica a non fidarsi di Lanley e così si reca in una città che in precedenza aveva costruito una monorotaia e lì scopre da Sebastian Cobb, uno scienziato assunto da Lanley per costruire la monorotaia, che questi aveva utilizzato materiali scadenti che avevano provocato la distruzione del treno. Intanto viene organizzata l'inaugurazione della monorotaia e Lanley scappa via da Springfield prima che venga effettuato il primo giro del mezzo. A causa di un guasto il treno inizia a correre a velocità elevatissima finché Homer, su suggerimento di Cobb, non riesce a trovare un'ancora per fermarlo e riesce così a salvare i passeggeri. Intanto il volo di Lanley è costretto a fermarsi in una città dove aveva venduto una monorotaia e in aeroporto lo attende una folla inferocita, che gli presenta il conto con sonori cazzotti.
- Guest star: Leonard Nimoy (voce di se stesso), Phil Hartman (voce di Lyle Lanley), Doris Grau (voce di Lurleen Lumpkin)
- Frase alla lavagna: Non mangerò cose per soldi
- Gag del divano: i Simpson si siedono sul divano, poi si uniscono a loro quasi tutti gli abitanti di Springfield.
- Note: l'inizio dell'episodio è una parodia della sigla de I Flintstones.

## La scelta di Selma
- Sceneggiatura: David M. Stern
- Regia: Carlos Baeza
- Messa in onda originale: 21 gennaio 1993
- Messa in onda italiana: 19 giugno 1994

Dopo aver assistito all'apertura del testamento di una sua vecchia zia morta zitella, Selma decide di avere un bambino.
Per provare cosa si prova a essere madre accompagna Bart e Lisa ai Giardini Duff, ma la vivacità dei due piccoli Simpson metterà a dura prova la sua pazienza facendola rinunciare ai suoi propositi di maternità, adottando l'iguana Giuggi lasciata in eredità a sua madre Jacqueline.
- Guest star: assente
- Frase alla lavagna: Non griderò "È morta" durante l'appello
- Gag del divano: mentre corrono verso il divano i Simpson vengono catturati da una rete da pesca.

## Fratello dello stesso pianeta
- Sceneggiatura: Jon Vitti
- Regia: Jeffrey Lynch
- Messa in onda originale: 4 febbraio 1993
- Messa in onda italiana: 2 ottobre 1994

Bart va a giocare a calcio con gli amici e a fine partita aspetta che Homer lo vada a prendere. 
Ma Homer, dimenticatosi l'impegno del figlio, continua a guardare la televisione mentre fuori di casa diluvia. Quando si ricorda di Bart, corre a prenderlo e lo trova bagnato fradicio e arrabbiato nei suoi confronti. Bart, sentendosi trascurato, decide di rivolgersi al programma di recupero Fratelli maggiori che si occupa di affiancare giovani ragazzi a bambini orfani o abbandonati dal padre, dichiarando di non averne uno. Il giorno dopo Bart viene affidato a Tom, con cui stringe subito un ottimo rapporto. Nel frattempo Lisa diventa dipendente dalla linea telefonica Corey, una linea a pagamento dove si sente la voce di un giovane attore; Lisa non può fare a meno di chiamare, ma così facendo fa spendere molti soldi alla sua famiglia. Quando Homer scopre Bart con Tom decide di rivolgersi alla stessa società e gli viene affidato il piccolo Pepi. Così Homer inizia a dedicare tutto il suo amore paterno a Pepi mentre Bart ne riceve altrettanto da Tom. Quando i quattro si incontrano al parco acquatico, Tom aggredisce Homer, credendo alla finta storia di Bart sull'abbandono che ha subito da suo padre. Ne scaturisce una violenta rissa in cui Homer ha la peggio. Alla fine, Bart decide di perdonare Homer e Tom può dedicare il suo amore a Pepi che non possiede genitori. Intanto Lisa, grazie al sostegno di Marge, riesce a guarire dalla sua dipendenza.
- Guest star: Phil Hartman (voce di Tom); Gianluca Iacono (voce italiana di Tom)
- Frase alla lavagna: Il toupee del direttore non è un frisbee
- Gag del divano: il divano ruota su se stesso scomparendo dietro il muro e facendo apparire una copia esatta dello stesso divano ma senza i Simpson.

## Io amo Lisa
- Sceneggiatura: Frank Mula
- Regia: Wesley Archer
- Messa in onda originale: 11 febbraio 1993
- Messa in onda italiana: 9 ottobre 1994

Impietosita dal fatto che Ralph Winchester non avesse ricevuto nessuna cartolina per san Valentino Lisa decide di mandargliene una. Ralph però si innamora di lei e Lisa non sa come dirgli che il sentimento non è ricambiato per paura di urtare i suoi sentimenti. Esasperata dalla situazione Lisa finisce per umiliare Ralph in diretta televisiva, durante uno show di Krusty, annunciandogli che non l'ha mai amato e che gli ha mandato la cartolina solo per pietà. 
Lisa si pentirà del gesto e dopo la recita scolastica gli darà una cartolina dove gli chiede di restare amici.
- Guest star: Michael Carrington (voce dell'annunciatore dell'anniversario di Krusty)
- Frase alla lavagna: Non chiamerò il direttore "Testa di rapa"
- Gag del divano: i Simpson anziché sedersi sul divano iniziano a ballare e vengono raggiunti da ballerine, animali da circo, trapezisti, giocolieri, mangiatori di fuoco, illusionisti. La scena si sposta poi dal salotto a un palco da teatro, mentre in sottofondo la sigla viene sostituita da una musica da circo.

## Niente birra per Homer
- Sceneggiatura: David M. Stern
- Regia: Jim Reardon
- Messa in onda originale: 18 febbraio 1993
- Messa in onda italiana: 16 ottobre 1994

Homer viene arrestato per guida in stato di ebbrezza e gli viene tolta la patente. Marge lo convince ad astenersi dal bere per un mese, cosa che Homer riuscirà a fare con non poche difficoltà. Nel frattempo Bart distrugge il progetto di scienze di Lisa, che decide di vendicarsi con il progetto "Mio fratello è più stupido di un criceto?". Alla fine, però, il vincitore del concorso sarà proprio Bart.
- Guest star: assente
- Frase alla lavagna: I pesci rossi non rimbalzano
- Gag del divano: i Simpson entrano di corsa e trovano Maggie già seduta, allora escono dalla pellicola e rientrano nel fotogramma sul divano.

## Occhio per occhio, dente per dente
- Sceneggiatura: Jay Kogen e Wallace Wolodarsky
- Regia: Mark Kirkland
- Messa in onda originale: 11 marzo 1993
- Messa in onda italiana: 23 ottobre 1994

Homer diventa il capo del sindacato dei lavoratori della centrale nucleare grazie alle sue proteste contro la rimozione della convenzione odontoiatrica, che gli serve per pagare l'apparecchio ortodontico di Lisa.
- Guest star: dott.ssa Joyce Brothers (voce di se stessa)
- Frase alla lavagna: Il fango non rientra in nessuno dei 4 gruppi di alimenti
- Gag del divano: il divano si trasforma in un mostro e divora i Simpson.

## Siamo arrivati a questo: un clip show dei Simpson
- Sceneggiatura: Jon Vitti
- Regia: Carlos Baeza
- Messa in onda originale: 1º aprile 1993
- Messa in onda italiana: 6 novembre 1994

Per vendicarsi dei pesci d'aprile che ha subito da Homer, Bart agita all'inverosimile una lattina di birra per farla esplodere in faccia a suo padre quando la aprirà per berla. A seguito dell'esplosione però Homer va in coma e davanti al suo letto la famiglia rievoca alcune avventure vissute, comparse in precedenti episodi. Alla fine Homer si risveglierà dal coma e inizia a strozzare Bart per ciò che gli ha causato.
- Guest star: assente
- Frase alla lavagna: A nessuno interessano le mie mutande
- Gag del divano: i Simpson si siedono, ma hanno le teste scambiate tra loro.
- Errori: Nella versione televisiva dell'episodio, nel doppiaggio italiano, si sente in sottofondo l'audio dell'episodio successivo, La facciata. Nel DVD della quarta stagione l'episodio è stato pubblicato con un nuovo doppiaggio.[1]

## La facciata
- Sceneggiatura: Adam I. Lapidus
- Regia: Rich Moore
- Messa in onda originale: 15 aprile 1993
- Messa in onda italiana: 30 ottobre 1994

Bart e Lisa diventano sceneggiatori di cartoni animati dietro la copertura di Abraham. Intanto Homer e Marge vanno a una riunione di liceo, ma si scopre che Homer non si è mai diplomato perché non ha mai superato il corso di riparazione di scienze, così decide di fare la scuola serale e riesce a superare gli esami.
- Guest star: Brooke Shields (voce di se stessa), Alex Rocco (voce di Roger Myers jr.)
- Frase alla lavagna: Non venderò cure miracolose
- Gag del divano: i Simpson anziché sedersi sul divano iniziano a ballare venendo raggiunti da ballerine, animali da circo, trapezisti, giocolieri, mangiatori di fuoco, illusionisti. La scena si sposta poi dal salotto a un palco da teatro, mentre in sottofondo la sigla viene sostituita da una musica da circo.

## La festa delle mazzate
- Sceneggiatura: John Swartzwelder
- Regia: Jeffrey Lynch
- Messa in onda originale: 29 aprile 1993
- Messa in onda italiana: 13 novembre 1994

Bart viene espulso da scuola e riceve lezioni private da Marge; si rivelerà un ottimo studente. Nel frattempo, a Springfield, fervono i preparativi per la Festa delle mazzate, ricorrenza locale che prevede l'uccisione di tutti i serpenti della città. Bart darà una mano a Lisa per impedire il massacro, grazie all'aiuto inaspettato di Barry White e il preside Skinner riammette Bart a scuola colpito dalle capacità autodidatte del ragazzo.
- Guest star: Barry White (voce di se stesso)
- Frase alla lavagna: Restituirò il cane guida
- Gag del divano: al posto del divano c'è una sedia. Homer e Marge vi si siedono sopra e i ragazzi si siedono in braccio a loro.

## Marge in catene
- Sceneggiatura: Bill Oakley e Josh Weinstein
- Regia: Jim Reardon
- Messa in onda originale: 6 maggio 1993
- Messa in onda italiana: 27 novembre 1994

Springfield è colpita dall'influenza Osaka, epidemia proveniente dal Giappone che fa ammalare molti cittadini. Marge, spossata per dover badare all'intera famiglia malata, dimentica inavvertitamente di pagare una bottiglia di bourbon per il nonno facendo la spesa al Jet Market. Viene quindi arrestata e condannata a trenta giorni di carcere. Durante la sua assenza non solo la sua famiglia ma l'intera Springfield sente la sua mancanza, tanto che alla sua liberazione verrà festeggiata come un'eroina.
- Guest star: David Crosby (voce di se stesso)
- Frase alla lavagna: Non godo dell'immunità diplomatica
- Gag del divano: i Simpson entrano in scena in versione rimpicciolita e scalano il divano.

## Krusty viene cacciato
- Sceneggiatura: John Swartzwelder
- Regia: David Silverman
- Messa in onda originale: 13 maggio 1993
- Messa in onda italiana: 20 novembre 1994

Il successo del nuovo show per bambini con per protagonista un pupazzo di nome Gabbo mette in crisi il programma di Krusty portandolo alla chiusura. In soccorso di Krusty intervengono Bart e Lisa che organizzano uno speciale televisivo chiamando come ospiti speciali una lunga serie di celebrità.
- Guest star: Johnny Carson (voce di se stesso), Hugh Hefner (voce di se stesso), Bette Midler (voce di se stessa), Luke Perry (voce di se stesso), Elizabeth Taylor (voce di se stessa), Barry White (voce di se stesso), i Red Hot Chili Peppers (voce di se stessi)
- Frase alla lavagna: Non venderò biglietti d'ingresso alla toilette
- Gag del divano: mentre corrono verso il divano i Simpson vengono catturati da una rete da pesca.